# مورغان ستانلي
مورغان ستانلي (بالإنجليزية: Morgan Stanley) هي مؤسسة خدمات مالية وإستثمارية أمريكية متعددة الجنسيات، تعتبر من أكبر المؤسسات المصرفية في الولايات المتحدة والعالم، يقع مقرها في مبنى مورغان ستانلي الرئيسي، وسط مانهاتن، مدينة نيويورك. مورغان ستانلي تعمل في 42 دولة ولديها أكثر من 1300 مكتب و60،000 موظف. وفقاً لمعيار العقرب للشراكة المصرفية العالمية للبنوك الخاصة في عام 2014 يوجد لدى المؤسسة ما قيمته 1.5 مليار دولار من الأصول المُدارة، وهذا يمثل زيادة مقدارها 17.5٪ عن عام 2013، بالإضافة إلى أكثر من 800 مليار دولار أمريكي من إجمالي الأصول. المجالات الرئيسية لأعمال المؤسسة هي إدارة الثروات العالمية، الخدمات المالية المؤسسية، إدارة الإستثمار، بالإضافة إلى خدمات عمليات الإندماج والإستحواذ، خدمات التأمين، إدارة الأصول، والوساطات المالية الكبرى لعملائها من الشركات والحكومات والأفراد.
تأسست الشركة في 16 سبتمبر 1935 في نيويورك على يد جي بي مورغان وشركاءه، وهم هنري إس مورغان (حفيد جي بي مورغان)، وهارولد ستانلي وشركاء آخرين، رداً على قانون غلاس ستيغال الذي يفرض التمييز بين البنوك الاستثمارية والبنوك التجارية الكبرى. في السنة الأولى من إنشائها استحوذت الشركة على 24٪ من الحصة السوقية (1,1 مليار دولار أميركي) في الطرح العام والخاص. بعد الأزمة المالية العالمية في 2007 - 2008 تم تحويل المؤسسة مع نظيراتها غولدمان ساكس، وجي بي مورغان شايس، وبانك أوف أمريكا ميريل لانش من مصارف إستثمارية متخصصة إلى مصارف شاملة الأنشطة التجارية والإستثمارية.

## ملخص
مورجان ستانلي هي شركة خدمات مالية تقوم من خلال الشركات التابعة لها والشركات الفرعية، بتقديم المشورة وإنشاء رأس المال وتداوله وإدارته وتوزيعه للمؤسسات والحكومات والأفراد. تعمل الشركة في ثلاثة قطاعات أعمال: الأوراق المالية المؤسسية، وإدارة الثروات، وإدارة الاستثمار.

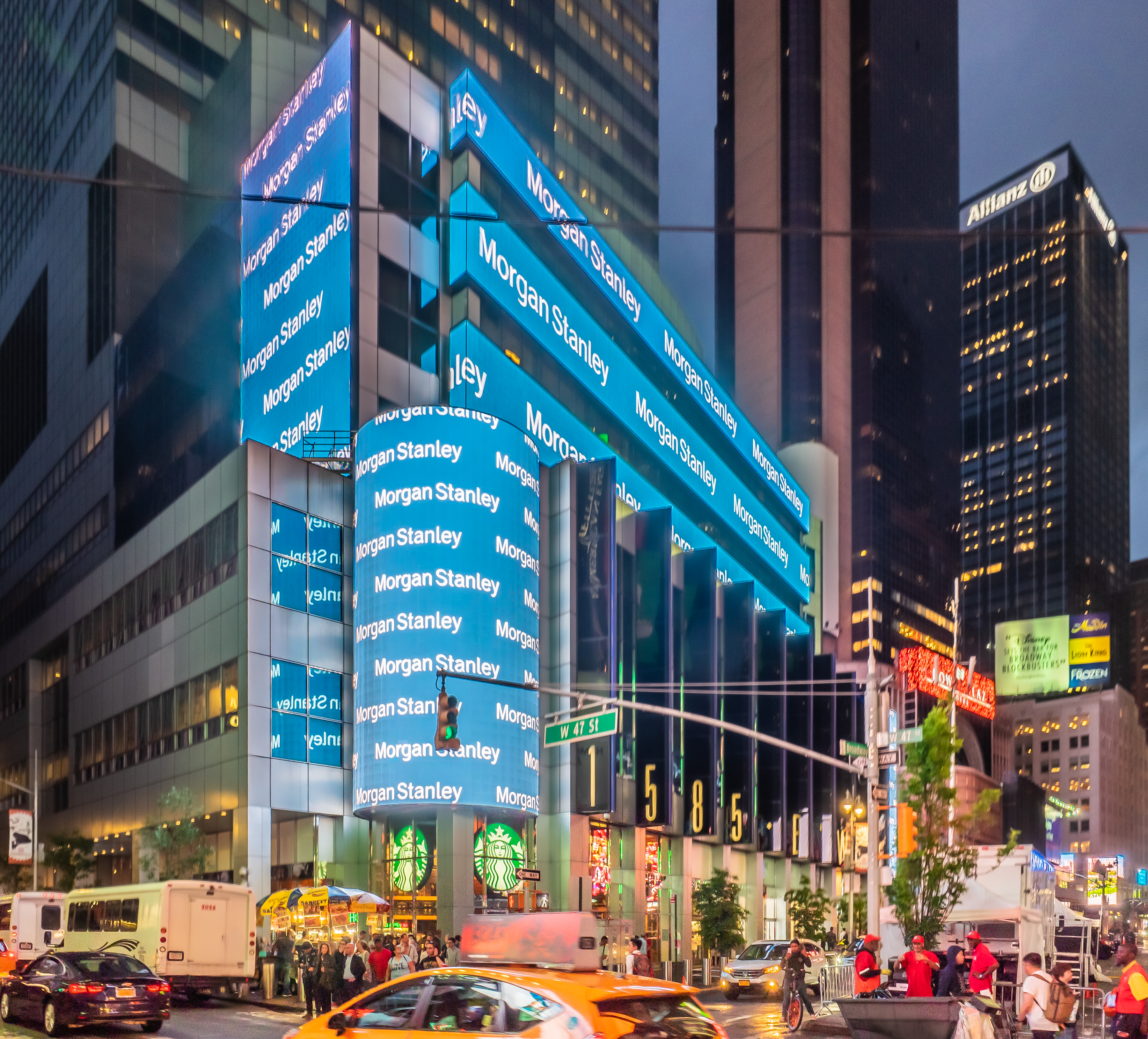
مكتب مورجان ستانلي في تايمز سكوير

## تاريخ

### مورغان ستانلي الأصلية (1935-1997)
تتبع مورغان ستانلي جذورها إلى جي بي مورجان وشركاه (J.P. Morgan & Co.) بعد قانون جلاس ستيجال لم يعد من الممكن لشركة أن يكون لديها أعمال مصرفية استثمارية وتجارية تحت كيان قابض واحد. وقد اختارت جي بي مورجان وشركاه الأعمال المصرفية التجارية على الأعمال المصرفية الاستثمارية. ونتيجة لذلك ترك بعض موظفي جي بي مورجان وشركاه وأبرزهم هنري إس مورجان وهارولد ستانلي جي بي مورجان وشركاه وانضموا إلى آخرين من شركاء دريكسيل لتشكيل مورجان ستانلي. وفتحت الشركة أبوابها رسميًا للعمل في 16 سبتمبر 1935 في 2 وول ستريت بمدينة نيويورك أسفل الشارع مباشرةً من جي بي مورغان. وقد شاركت الشركة في توزيع سندات عام 1938 بقيمة 100 مليون دولار لشركة الولايات المتحدة للصلب بصفتها الضامن الرئيسي. وحصلت الشركة أيضًا على امتياز كونها النقابة الرائدة في تمويل السكك الحديدية بالولايات المتحدة عام 1939. وخضعت الشركة لعملية إعادة تنظيم في عام 1941 للسماح بمزيد من النشاط في أعمال الأوراق المالية الخاصة بها.
قاد الشركة بيري هول آخر مؤسسي مورغان ستانلي من عام 1951 حتى عام 1961. وخلال هذه الفترة شاركت الشركة في إدارة عرض سندات البنك الدولي المصنفة ثلاث مرات في عام 1952، بالإضافة إلى طرح ديون جنرال موتورز بقيمة 300 مليون دولار أمريكي، عرض أسهم آي بي إم بقيمة 231 مليون دولار أمريكي، وعرض دين إيه تي&تي بقيمة 250 مليون دولار أمريكي.
ينسب مورجان ستانلي لنفسه الفضل في إنشاء أول نموذج كمبيوتر قابل للتطبيق للتحليل المالي في عام 1962، وبالتالي بدء اتجاه جديد في مجال التحليل المالي. وساهم الرئيس المستقبلي ورئيس مجلس الإدارة ديك فيشر في نموذج الكمبيوتر كموظف شاب، حيث تعلم لغات البرمجة فورتران وكوبول في شركة آي بي إم. في عام 1967 أنشأت مورغان وسي (Morgan & Cie) الدولية في باريس في محاولة لدخول سوق الأوراق المالية الأوروبية. واستحوذت الشركة على شركة بروكس وهارفي وشركاه إنك (Brooks، Harvey & Co، Inc) في عام 1967 وأنشئت حضورًا في مجال العقارات. ويُعتقد أن أعمال البيع والتجارة هي من بنات أفكار بوب بالدوين.
في عام 1996 استحوذت شركة مورغان ستانلي على فان كامبن العاصمة الأمريكية.

### مورغان ستانلي بعد الاندماج (1997 حتى الآن)

شعار مورغان ستانلي الحالي 2013

في 5 فبراير 1997 اندمجت الشركة مع شركة دين ويتر اكتشف وشركاه (Dean Witter Discover & Co) وهي شركة الخدمات المالية المنفصلة لشركة سيرز روبوك. استمر رئيس مجلس الإدارة والرئيس التنفيذي لشركة دين ويتر فيليب ج. بورسيل في شغل المناصب نفسها في «مورغان ستانلي دين ويتر ديسكفر وشركاه.» وأصبح جون جيه ماك رئيس مورجان ستانلي رئيسًا للشركة ومديرها التنفيذي للعمليات. وفي عام 1998 تم تغيير اسم الشركة إلى «مورغان ستانلي دين ويتر وشركاه». في الأصل تم اختيار الاسم ليكون مزيجًا من الشركتين السالفتين من أجل تجنب التوتر بين الشركتين. وفي نهاية المطاف في عام 2001 تم إسقاط «دين ويتر» وأصبح الاسم «مورغان ستانلي» لأسباب غير معلنة.
كان لدى مورغان ستانلي مكاتب تقع في 24 طابقًا عبر المباني 2 و5 من مركز التجارة العالمي في مدينة نيويورك. وقد ورثت هذه المكاتب عن دين ويتر الذي احتل المكان منذ منتصف الثمانينيات. وقد فقدت الشركة 13 موظفًا خلال هجمات 11 سبتمبر في عام 2001 (توماس إف. سويفت وويسلي ميرسر وجينيفر دي جيسوس وجوزيف دي بيلاتو ونولبرت سالومون وجودوين فورد وستيف ر. وشتراوس وليندساي سي.هيركنيس وألبرت جوزيف وخورخي فيلاسكيز وتيتوس ديفيدسون وتشارلز لورينسين ومدير الأمن ريك ريسكورلا [الإنجليزية]) في الأبراج، بينما تم إخلاء 2687 بنجاح بواسطة ريك ريسكورلا. وانتقل الموظفون الناجون إلى مقر مؤقت في المنطقة المجاورة. في عام 2005 نقلت شركة مورغان ستانلي 2300 من موظفيها إلى مانهاتن السفلى، وهي أكبر خطوة من هذا القبيل في ذلك الوقت.
في عام 2003 أطلق مستشفى نيويورك بريسبيتيريان اسم مستشفى مورغان ستانلي للأطفال تقديراً لرعاية الشركة للمستشفى، والذي قام بتمويل بنائه إلى حد كبير من خلال العمل الخيري. وقد بدأت المبادرة تحت إشراف الرئيس التنفيذي فيليب جيه بورسيل واكتملت تحت إشراف جون ماك. ويعمل الموظفون في الشركة مع المستشفى منذ التسعينيات وتبرعوا شخصيًا لبناء المبنى الحالي الملائم للأطفال، والذي تم افتتاحه في نوفمبر 2003.
اقترضت مورجان ستانلي 107.3 مليار دولار من الاحتياطي الفيدرالي خلال أزمة عام 2008، وهو أكبر قدر من أي بنك آخر وفقًا للبيانات التي جمعتها خدمة بلومبرج الإخبارية ونشرت في 22 أغسطس 2011.
في عام 2009 اشترت شركة مورغان ستانلي شركة سميث بارني من سيتي جروب ويعمل الوسيط الجديد تحت اسم مورغان ستانلي سميث بارني وهو أكبر شركة لإدارة الثروات في العالم.
في نوفمبر 2013 أعلنت شركة مورغان ستانلي أنها ستستثمر مليار دولار للمساعدة في تحسين الإسكان الميسور كجزء من حملة أوسع لتشجيع الاستثمار في الجهود التي تساعد على الاستدامة الاقتصادية والاجتماعية والبيئية.
في يوليو 2014 أعلنت ذراع الأسهم الخاصة الآسيوية التابعة لمورغان ستانلي أنها جمعت حوالي 1.7 مليار دولار لصندوقها الرابع في المنطقة.
في ديسمبر 2015 أفيد أن مورغان ستانلي ستقتطع حوالي 25 في المائة من موظفي وظائف الدخل الثابت قبل نهاية الشهر. وفي يناير 2016 ذكرت الشركة أن لديها مكاتب في أكثر من 43 دولة.
في أكتوبر 2020 أكملت الشركة استحواذها على التجارة الإلكترونية وهي صفقة أُعلنت في فبراير 2020. كما وأعلنت في أكتوبر عن خطط للاستحواذ على مدير الأصول إيتون فانس.

## المنظمة
أقسام الشركة الثلاثة هي كما يلي:

### مجموعة الأوراق المالية المؤسسية
الأوراق المالية المؤسسية لمورغان ستانلي هي أكثر قطاعات الأعمال ربحية. إذ يوفر قطاع الأعمال هذا للمؤسسات خدمات مثل زيادة رأس المال والخدمات الاستشارية المالية بما في ذلك استشارات الاندماج والاستحواذ وإعادة الهيكلة وتمويل العقارات والمشاريع وإقراض الشركات. يشمل المقطع أيضًا أقسام الأسهم والدخل الثابت للشركة. ومن المتوقع أن تحافظ التجارة على مكانتها كـ «غرفة محرك» الشركة. من بين البنوك الأمريكية الكبرى مورغان ستانلي مصدر أعلى جزء من الإيرادات من اكتتاب الدخل الثابت الذي تم الإبلاغ عنه بنسبة 6.0 ٪ من إجمالي الإيرادات في السنة المالية 2012 (FY12).

### إدارة الثروة
تقدم مجموعة إدارة الثروة العالمية خدمات الوساطة المالية والاستشارات الاستثمارية. يوفر هذا القطاع الخدمات المالية وخدمات التخطيط للثروة لعملائه، الذين هم في الأساس أفراد من أصحاب الثروات العالية.
في 13 يناير 2009 تم دمج مجموعة إدارة الثروات العالمية مع شركة سيتي سميث بارني لتشكيل مورجان ستانلي سميث بارني. يمتلك مورجان ستانلي 51٪ من الكيان وسيتي تمتلك 49٪. ففي 31 مايو 2012 مارست مورجان ستانلي خيارها لشراء 14٪ إضافية من المشروع المشترك من سيتي. وفي يونيو 2013 صرحت شركة مورغان ستانلي بأنها حصلت على جميع الموافقات التنظيمية لشراء حصة سيتي جروب المتبقية البالغة 35 ٪ في سميث بارني وستواصل إنهاء الصفقة.

### إدارة الاستثمار
توفر إدارة الاستثمار منتجات وخدمات إدارة الأصول في الأسهم، والدخل الثابت، والاستثمارات البديلة، والاستثمار العقاري، وحقوق الملكية الخاصة للعملاء من المؤسسات والأفراد من خلال قنوات التوزيع بالتجزئة والوسطاء وقناة التوزيع المؤسسية لمورغان ستانلي. وتم إجراء أنشطة إدارة الأصول في مورغان ستانلي بشكل أساسي تحت العلامتين التجاريتين (الماركتين) مورغان ستانلي وفان كامبن حتى عام 2009.
في 19 أكتوبر 2009 أعلنت شركة مورغان ستانلي أنها ستبيع فان كامبن لشركة إنفيسكو مقابل 1.5 مليار دولار، لكنها ستحتفظ بعلامة مورغان ستانلي التجارية. ويوفر منتجات وخدمات إدارة الأصول للمستثمرين المؤسسيين في جميع أنحاء العالم، بما في ذلك خطط المعاشات التقاعدية والشركات والصناديق الخاصة والمنظمات غير الربحية والمؤسسات والأوقاف والوكالات الحكومية وشركات التأمين والبنوك.
في 29 سبتمبر 2013 أعلنت مورغان ستانلي عن شراكة مع لونجشامب لإدارة الأصول (Longchamp Asset Management) وهو مدير أصول فرنسي متخصص في توزيع صناديق التحوط (UCITS)، و (La Française AM) مدير أصول متعدد الاختصاصات مع سجل حافل لمدة 10 سنوات في الاستثمارات البديلة.

## الجوائز والتكريمات
- تم اختيار مورغان ستانلي كواحدة من أفضل 100 شركة للأمهات العاملات في عام 2004 من قبل مجلة الأمهات العاملات (Working Mothers magazine).[47]
- صنفت مجلة ملخص الأسرة (Family Digest) مورجان ستانلي ضمن «أفضل الشركات للأمريكيين الأفارقة» في يونيو 2004.[48]
- صنفت مجلة الجوهر (Essence) مورجان ستانلي كواحد من «أفضل 30 مكانًا للعمل» في مايو 2004.
- تم إدراج مورغان ستانلي في قائمة أفضل 100 موظف من خريجي التايمز، ولكن مؤخرًا فقط[متى؟] خرج من قائمة أفضل 40 موظفًا.
- أدرجت صحيفة ذا تايمز مورغان ستانلي في المرتبة الخامسة ضمن أفضل 20 شركة كبيرة للعمل لعام 2006.[49]
- صنف معهد مكان جيد للعمل (Great Place to Work) في اليابان شركة مورغان ستانلي في عام 2007 على أنها ثاني أفضل شركة تعمل في اليابان، بناءً على آراء الموظفين وثقافة الشركة.[50]

## دعاوى قضائية

### 2003
في عام 2003 وافقت مورغان ستانلي على دفع 125 مليون دولار لتسوية حصته من تسوية بقيمة 1.4 مليار دولار لقضية رفعها إليوت سبيتزر المدعي العام في نيويورك، الرابطة الوطنية لتجار الأوراق المالية (الآن هيئة تنظيم الصناعة المالية (FINRA))، ولجنة الأوراق المالية والبورصات الأمريكية (SEC)، وعدد من منظمي الأوراق المالية بالولاية، فيما يتعلق بالبحوث المضللة المتعمدة بدافع الرغبة في كسب أعمال مصرفية استثمارية مع الشركات المشمولة.

### 2004
في يونيو 2004 فرضت بورصة نيويورك (NYSE) عقوبة اللوم وغرامة 140.000 دولار أمريكي لاستخدام الأوراق المالية الهامشية للعملاء بشكل غير صحيح كضمان لقروض إدارة النقد.
في عام 2004 قام مورغان ستانلي بتسوية دعوى تمييز على أساس الجنس رفعتها لجنة تكافؤ فرص العمل مقابل 54 مليون دولار. وفي عام 2007 وافقت الشركة على دفع 46 مليون دولار لتسوية دعوى جماعية رفعتها ثمانية وسيطات.
في يوليو 2004 دفعت الشركة إلى NASD غرامة قدرها 2.2 مليون دولار مقابل أكثر من 1800 كشف متأخر عن معلومات قابلة للإبلاغ عن وسطاءها.
في سبتمبر 2004 دفعت الشركة غرامة قدرها 19 مليون دولار فرضتها بورصة نيويورك للفشل في تسليم النشرات للعملاء في العروض المسجلة، والإبلاغ غير الدقيق عن بعض معلومات تداول البرنامج، وانتهاكات البيع على المكشوف، والفشل في بصمات الموظفين الجدد، والفشل في تبادل الملفات في الوقت المناسب.
في كانون الأول (ديسمبر) 2004 دفعت الشركة غرامة قدرها 100000 دولار أمريكي إلى إن إس دي و211.510 دولار أمريكي كتعويض للعملاء لفشلهم في تقديم إفصاحات مناسبة لمستثمري السندات البلدية. في سياق التحقيق الذي أجرته وكالة NASD، أدى فشل مورغان ستانلي في الرد في الوقت المناسب على طلبات الحصول على المعلومات إلى اللوم وغرامة إضافية قدرها 25000 دولار.

### 2020
في مايو 2020 وافقت مورغان ستانلي على دفع غرامة قدرها 5 ملايين دولار لتسوية الادعاءات التي قدمتها لجنة الأوراق المالية والبورصات بأن الشركة قدمت معلومات مضللة لبعض العملاء في برامج رسوم التفاف التجزئة فيما يتعلق بخدمات تنفيذ التجارة وتكاليف المعاملات.

## المقار العالمية وغيرها
يقع المقر العالمي لشركة مورغان ستانلي في مدينة نيويورك، ويقع المقر الرئيسي الأوروبي في لندن، ويقع المقر الرئيسي لشركة آسيا والمحيط الهادئ في كل من هونج كونج وطوكيو، أما مقر كندا فهو في تورنتو. وتمارس الشركة أعمالها في منطقة الشرق،منذ عام 2006، من خلال مكاتبها في الرياض ودبي وقطر، كما أفتتحت في 2024 مكتباً في سوق أبوظبي العالمي، لتوسع نطاق تواجدها في منطقة الشرق الأوسط وشمال أفريقيا.